# Six symphonies opus 12 de Luigi Boccherini
Pour un article plus général, voir Symphonies de Boccherini.
Les six symphonies opus 12 de Luigi Boccherini datent de 1771 et sont dédiées à Don Luis de Bourbon.